# San Pedro Tlanixco
San Pedro Tlanixco är en ort i Mexiko.   Den ligger i delstaten Mexiko, i den sydöstra delen av landet, 70 km sydväst om huvudstaden Mexico City. San Pedro Tlanixco ligger 2 858 meter över havet och antalet invånare är 5 411.
Terrängen runt San Pedro Tlanixco är kuperad åt sydost, men åt nordväst är den bergig. Runt San Pedro Tlanixco är det ganska tätbefolkat, med 248 invånare per kvadratkilometer. Närmaste större samhälle är Tenango de Arista, 8,0 km nordost om San Pedro Tlanixco. I omgivningarna runt San Pedro Tlanixco växer huvudsakligen savannskog.